# ズリーニ (戦艦)
ズリーニ(ハンガリー語:SMS Zrínyiズリーニ)は、オーストリア＝ハンガリー帝国の戦艦(Schlachtschiff)である。ラデツキー級戦艦の1 隻で、前弩級戦艦に数えられる。艦名はハンガリー王国のクロアチア系の名家ズリンスキ家(ズリーニ家)を讃えたもの。

## 概要
ラデツキー級戦艦の3番艦となるズリーニは、1908年11月15日にトリエステ のスタビリメント・テクニコ・トリエスティーノで起工した。1910年4月12日には進水、1911年7月には竣工した。
第一次バルカン戦争中の1912年11月から1ヶ月間、ズリーニは戦艦ラデツキー、エルツヘルツォーク・フランツ・フェルディナントなどとともにエーゲ海へ派遣された。
第一次世界大戦が勃発すると、ズリーニはオーストリア＝ハンガリー帝国海軍の第2戦艦分艦隊の1艦として実戦に参加した。イタリア参戦直後の1915年5月24日には水雷艇2隻を伴ってイタリアのセニガッリアを攻撃し、鉄道の駅などに損害を与えた。その後、オーストリア＝ハンガリー帝国海軍は、数的に優勢な連合国側海軍との無理な交戦を避けて戦力を維持し、連合国側が一定の戦力を控置せざるを得なくする戦略（現存艦隊主義）を採り、本艦についても温存策が採られることとなった。

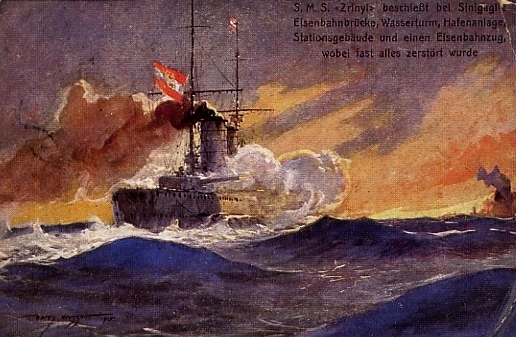
砲撃を行うズリーニ

1918年、ハプスブルク帝国が崩壊すると、旧領内の各国が独立してオーストリアは海を失った。そのため、残存する海軍艦艇をいずれかの国家に引き継ぐ必要が生じた。イタリアが艦艇を接収して軍事力を増すことは得策ではないと考えたオーストリアは、帝国から分離独立した新生国家スロベニア人・クロアチア人・セルビア人国に海軍を引き渡すことを取り決めた。しかし、戦勝国となった連合国はオーストリアとスロベニア人・クロアチア人・セルビア人国間での協定を承認しなかった。そして、連合国は各々オーストリア艦船を接収することにした。
こうしたわけで、ズリーニは形式上クロアチアの海軍士官マリヤン・ポリッチに引き渡された。そして、1919年11月22日、ポリッチはダルマチアのスプリトにて、ズリーニを戦利艦としてアメリカ合衆国の海軍代表に引き渡した。同時に、ズリーニはアメリカ海軍に就役させられE・E・ハズレット海軍大尉が指揮官に就任した。当初、アメリカ海軍は乗員として4 人の士官と174 名の水兵をあてがった。しかし、その後はまったくの予備役に廻した。
ズリーニはスプリトに1年近く留め置かれ、その間その最終的な処分についての交渉が行われた。1920年2月9日には激しい嵐に遭いズリーニは座礁、その結果動力機関は降ろされた。
1920年11月7日の朝、ズリーニは退役となった。その後、駆逐艦ブルックスおよびホーヴェイの補佐のもと軽巡洋艦チャタヌーガに曳航され、ズリーニはイタリアのパパジャまで曳航された。ヴェルサイユ条約とサン＝ジェルマン条約による取り決めにより、最終的にズリーニはヴェネツィアにてイタリア政府に引き渡された。そして、その後解体された。